# 리믹스 음반
리믹스 음반(Remix音盤)은 리믹스된 노래들을 모은 음반이다. 보통 컴필레이션 음반의 한 종류로 취급된다.
리믹스 앨범은 아티스트가 이전에 발표한 자료의 리믹스 또는 재녹음 버전으로 구성된 앨범이다. 이 형식을 처음 사용한 것은 미국의 싱어송라이터 해리 닐슨(Harry Nilsson)의 Aerial Pandemonium Ballet(1971)이었다.

## 같이 보기
- 덥 음악
- 가장 많은 음반을 판 음악가 목록